# Безводное (Павлодарский район)
Безводное (каз. Безводное) — упразднённое село в Павлодарском районе Павлодарской области Казахстана. Входило в состав Романовского сельского округа. Ликвидировано в 1990-е годы.

## Население
В 1989 году население села составляло 150 человек. 